# Allianz der Nationalen Kräfte
Die Allianz der Nationalen Kräfte (arabisch تحالف القوى الوطنية, DMG Taḥāluf al-quwā al-waṭaniyya) ist ein politisches Bündnis in Libyen. Es umfasst 58 politische Organisationen, 236 Nichtregierungsorganisationen sowie mehr als 280 unabhängige Persönlichkeiten, und hat eine vorrangig liberale sowie wirtschaftsliberale Tendenz. Die Allianz der Nationalen Kräfte ruft zu einem „gemäßigten Islam“ und zu einem „demokratisch-zivilen Staat“ auf. Sie wurde im Februar 2012 gegründet und hat ihren Hauptsitz in Bengasi. Bei der Wahl zum libyschen Nationalkongress 2012 ging sie mit den meisten Stimmen hervor.

## Leitung
Vorsitzender der Allianz der Nationalen Kräfte ist der ehemalige Interimspremierminister, Mahmud Dschibril. Er repräsentiert die Allianz unter anderem in politischen Konversationen und im Parlament. Das Generalsekretariat handelt als die regierende Körperschaft der Allianz. Bis 2012 fungierte Abdulrahman el-Schatter als Generalsekretär der Partei, sein Nachfolger wurde Faisal Krekschi.
Kritische Stimmen sehen Dschibrils ehemalige Verbindung zum vorherigen Regime als ein Problem. Von 2007 bis Frühjahr 2011 diente Dschibril im Gaddafi-Regime als Vorsitzender des Nationalen Planungsrates von Libyen und des Nationalen Wirtschaftsentwicklungsdirektoriums Libyens (NEDB). Dort war er ein Protégé von Saif al-Islam al-Gaddafi und unterstützte Privatisierungen und Liberalisierungspraktiken.

## Ziele und Inhalte
Die Allianz der Nationalen Kräfte wird gemeinhin als am liberaleren Ende des politischen Spektrums angesiedelt betrachtet, beschreibt sich selbst allerdings nicht als säkular. Dschibril selbst sagte, dass die Allianz eine gemäßigt-islamische Bewegung ist, welche die Wichtigkeit des Islams im politischen Leben anerkennt und die Scharia als die Grundlage der Gesetzgebung bevorzugt.
In Bezug auf die Wirtschaft bevorzugt die Allianz der Nationalen Kräfte die Globalisierung und das Anziehen ausländischer Investitionen. Sie unterstützt das Prinzip der Privatisierungen, sagt aber, dass Libyen zuerst seine Infrastruktur aufbauen müsse. Sie unterstützt die Idee der Einführung eines Mindestlohnes und die Ausweitung des libyschen Sozialversicherungssystems. Auch wird die Errichtung von Sonderwirtschaftszonen entlang der libyschen Grenzen unterstützt.
Über die Außenpolitik erklärte der Generalsekretär der Allianz der Nationalen Kräfte, Faisal Krekschi, dass die Allianz gegenüber der Kooperation mit denjenigen Ländern, die Libyen in der Revolution unterstützt haben, offener sein wird. Aber man werde auch Russland und China als Interessensgebiet des Staates behandeln.